# Saint-Cernin-de-Larche
Saint-Cernin-de-Larche é uma comuna francesa na região administrativa da Nova Aquitânia, no departamento de Corrèze. Estende-se por uma área de 9,15 km². Em 2010 a comuna tinha 662 habitantes (densidade: 72,3 hab./km²).